# Brigada da Vingança Turca
A Brigada da Vingança Turca (em turco:  Türk İntikam Tugayı, TİT), também conhecida como Brigada Turca da Vingança, é uma organização militante nacionalista turca de extrema-direita que tem usado violência contra aqueles que consideram insultar a Turquia. Na violência política da década de 1970, ganhou notoriedade durante os confrontos políticos e acredita-se que seja responsável por mais de 1.000 mortes nesse período. Após o golpe militar de 1980, a maior parte de seus integrantes foi presa. Mais tarde, foram libertados e ajudaram a inteligência militar turca em operações durante o conflito curdo-turco.